# 木柵公園
24°59′13.8″N 121°33′34.1″E / 24.987167°N 121.559472°E
木柵公園，位於臺北市文山區興隆路四段50號，面積有40,664平方公尺。園區內有榕樹林、池塘（名為「萃湖」）、環湖三棵老樹（九丁榕、大葉楠、大葉雀榕）、游泳池、溜冰場、涼亭、兒童遊戲場等設施。

## 歷史
公園坡地部分在1969年時仍為公共墓地，1980年開闢為木柵一號公園和安康公園，現稱木柵公園。埤塘「萃湖」和螢火蟲生態復育區是以前革命實踐研究院內蔣公行館「草蘆」的一部分。

## 圖片集

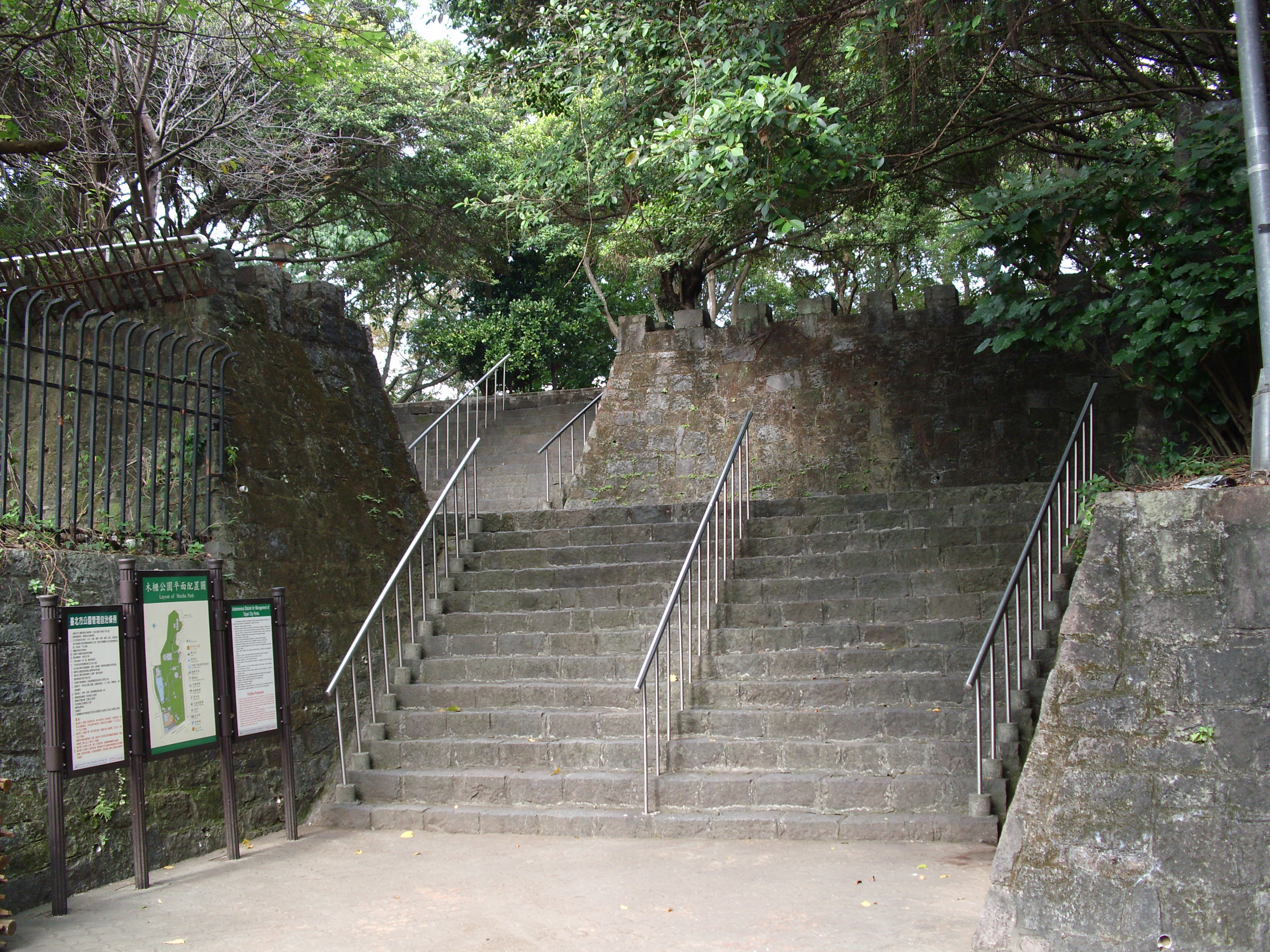
東出入口(興隆路)
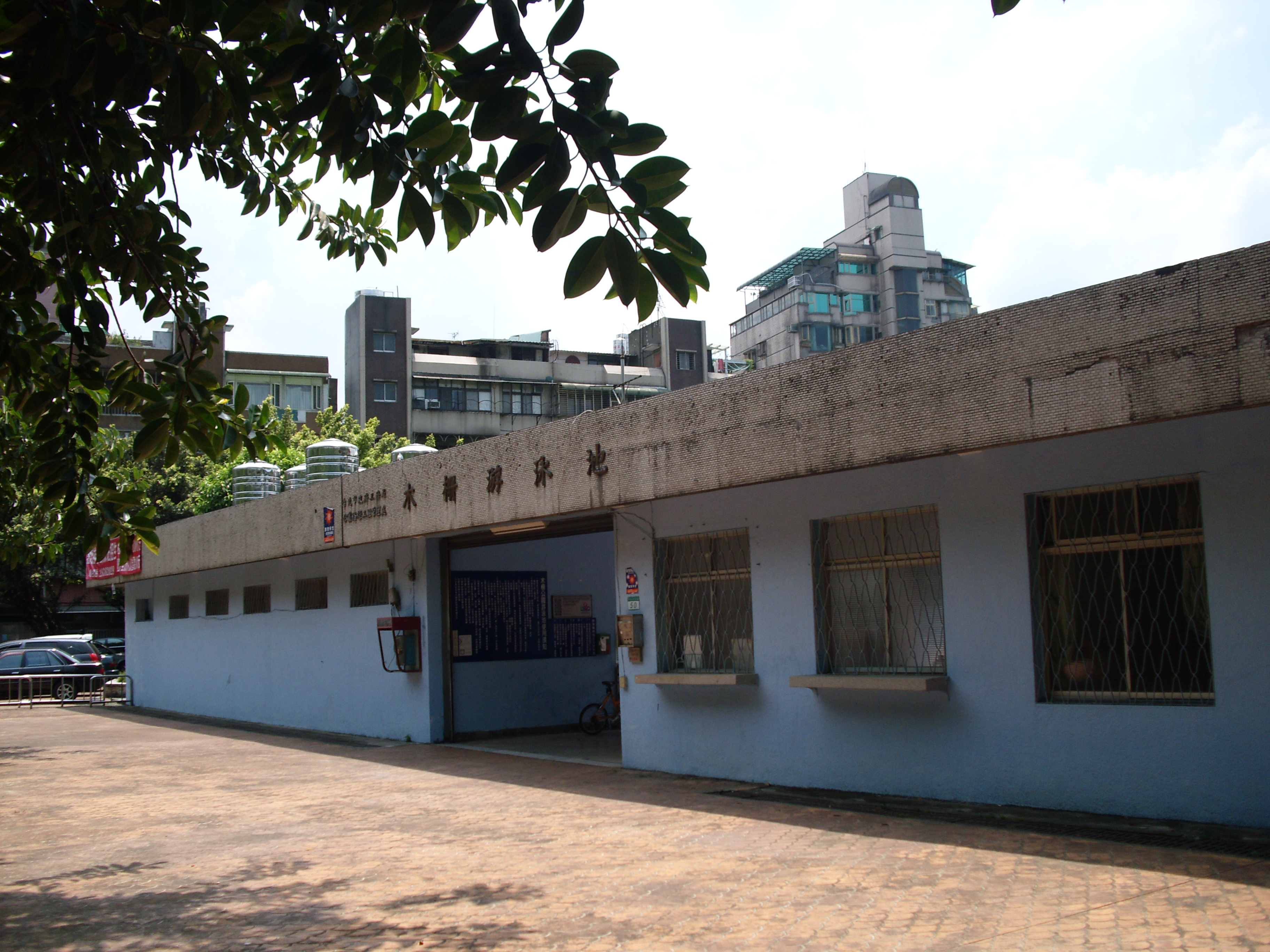
木柵游泳池門口
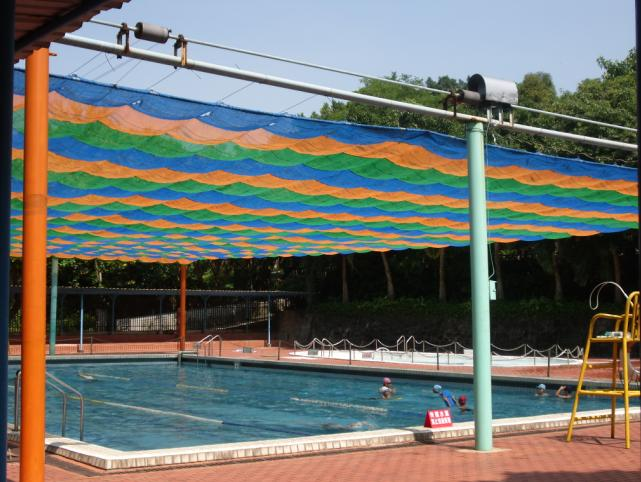
游泳池
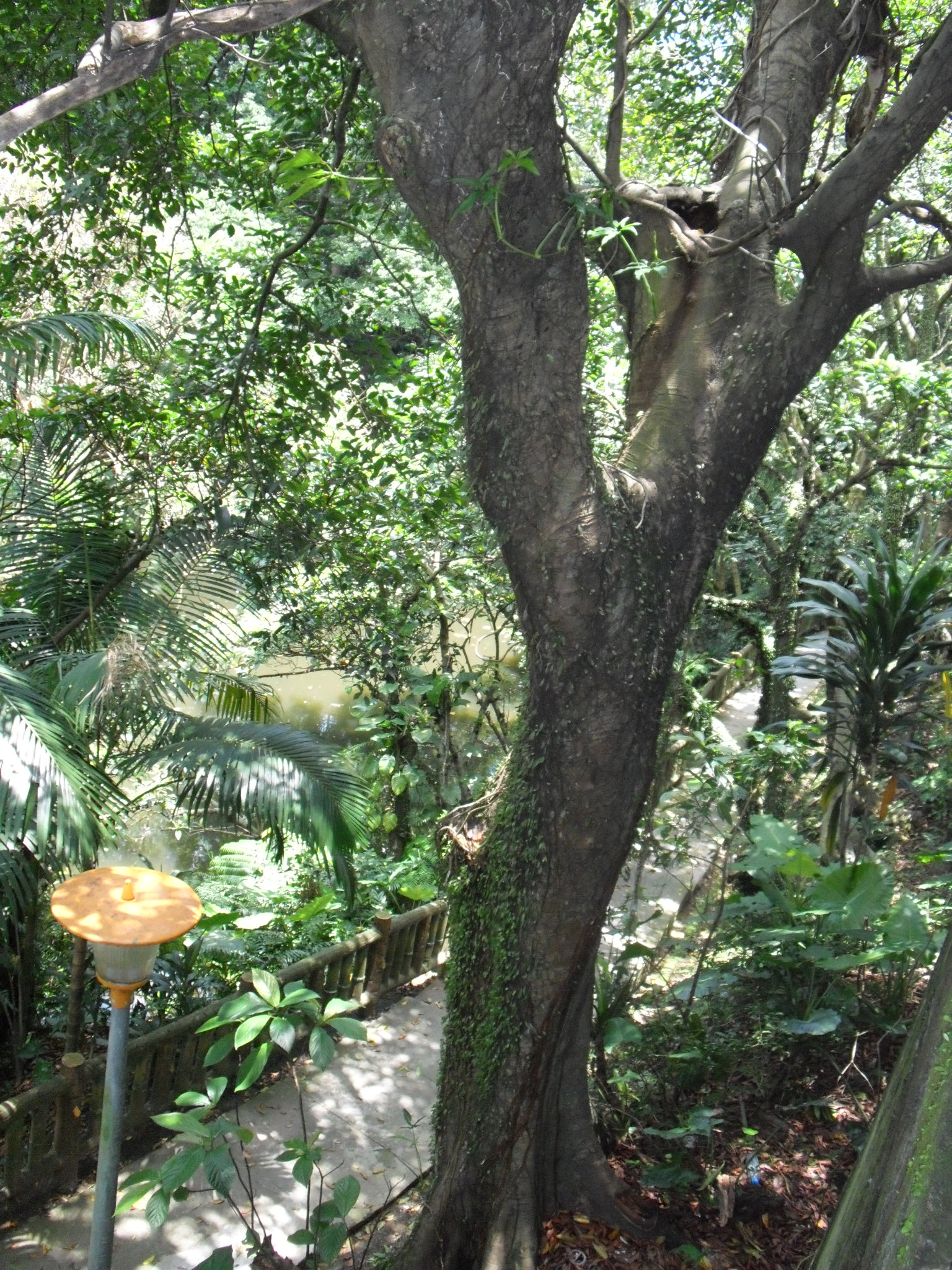
九丁榕老樹，底下為萃湖
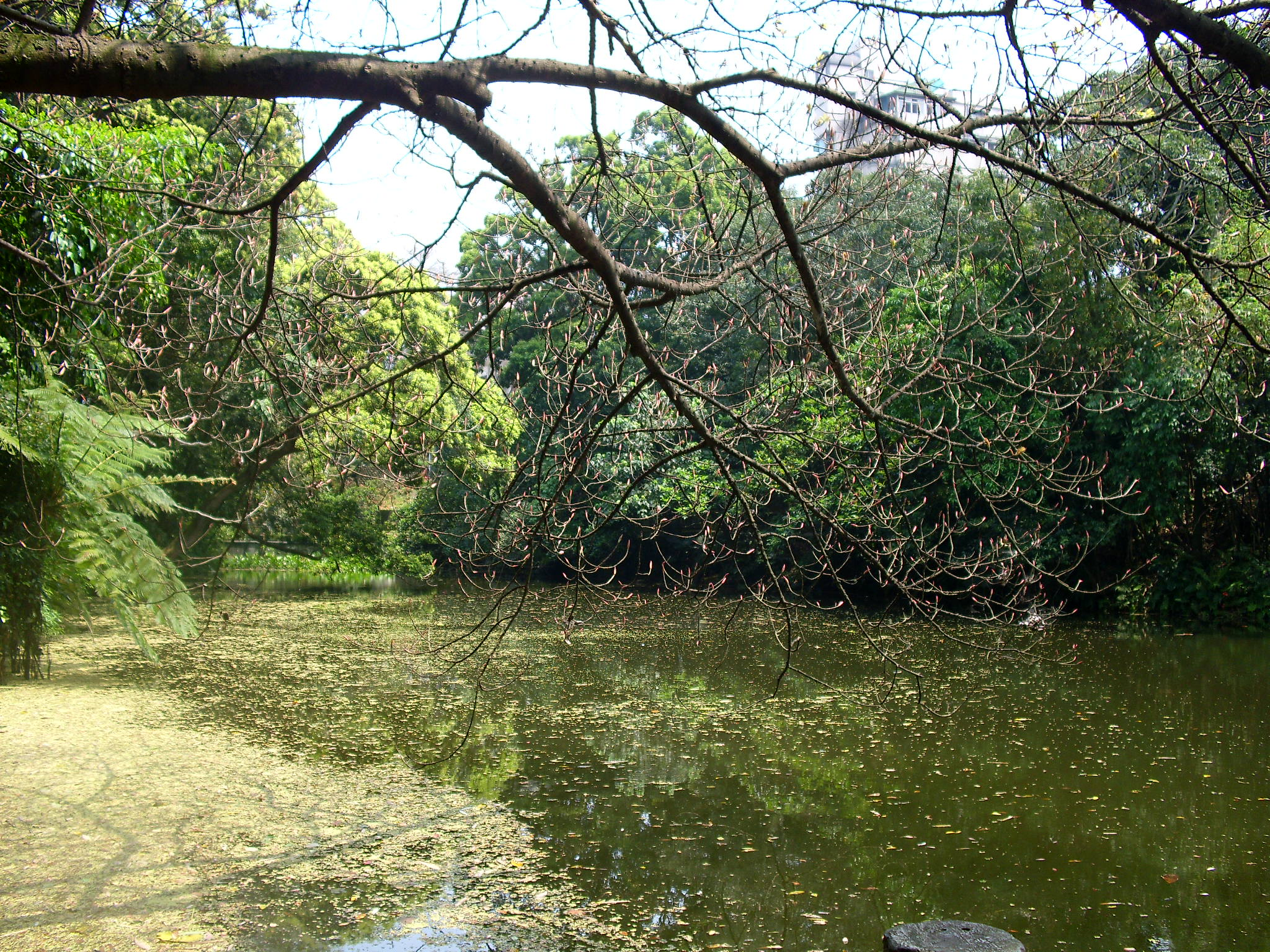
萃湖
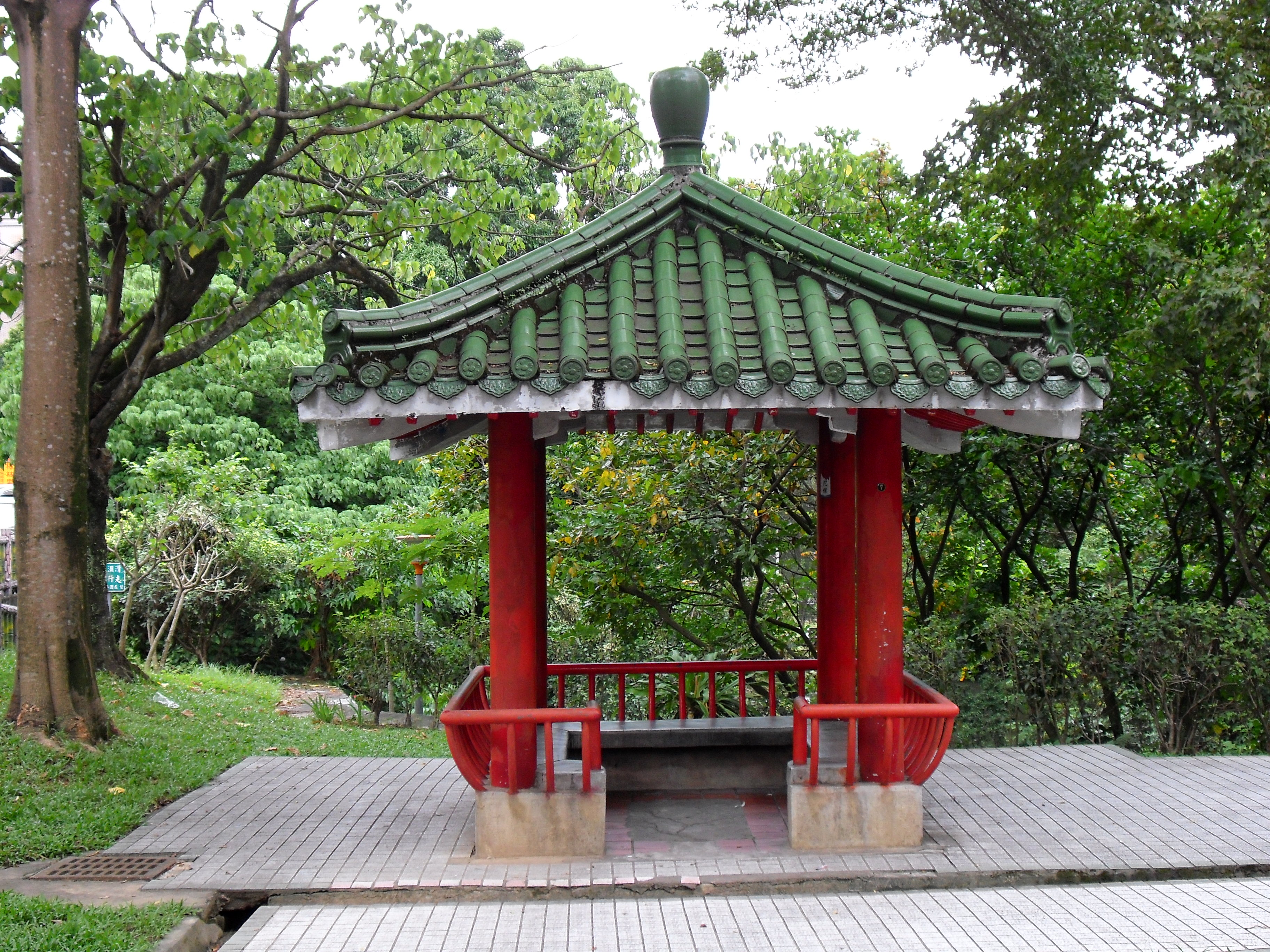
南坡道出入口（下崙路）旁的涼亭

## 外部連結
- 木柵公園 - 臺北公園走透透 （页面存档备份，存于）
- 木柵公園  游泳池 （页面存档备份，存于）.臺北市政府體育局